# معادلة بلاك-شولز

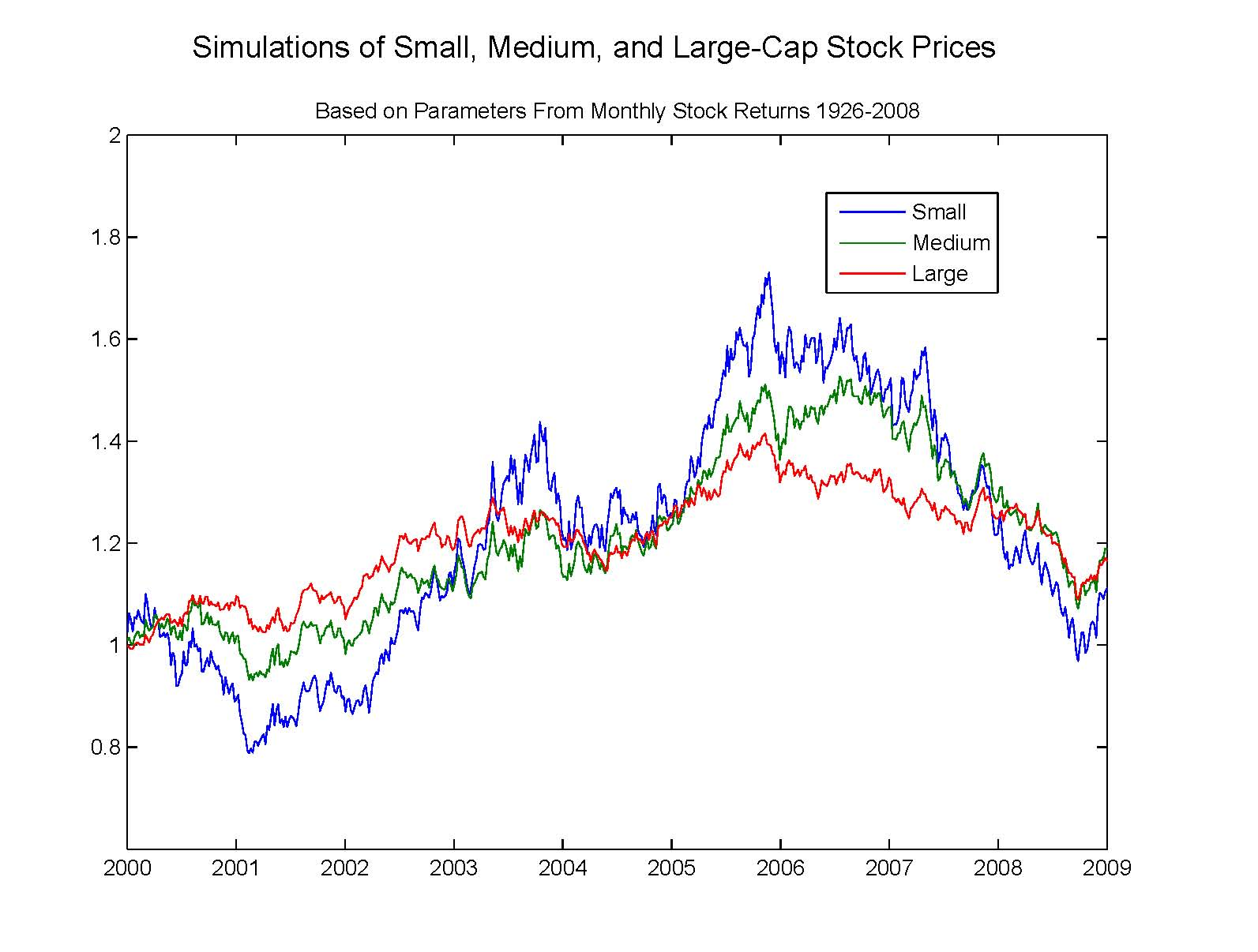

في الرياضيات المالية، فإن معادلة بلاك-شولز هي معادلة تفاضلية جزئية تحكم تطور الأسعار لنمط الخيار تحت نموذج بلاك-شولز. بشكل عام، قد يشير المصطلح إلى معادلة تفاضلية جزئية مماثل يمكن اشتقاقه لمجموعة متنوعة من الخيارات، أو بشكل عام، عقد اشتقاقي.
بالنسبة لنمط الخيار أو طرح أسهم أساسية لا تدفع أرباحًا، فإن المعادلة هي:
{\displaystyle {\frac {\partial V}{\partial t}}+{\frac {1}{2}}\sigma ^{2}S^{2}{\frac {\partial ^{2}V}{\partial S^{2}}}+rS{\frac {\partial V}{\partial S}}-rV=0}
حيث V هو سعر الخيار كدالة لسعر السهم S، وt الزمن، r هو سعر الفائدة الخالي من المخاطر، و{\displaystyle \sigma } هو تقلب المخزون.
تتمثل النظرة المالية الرئيسية وراء المعادلة في أنه في ظل الافتراض النموذجي لسوق خالٍ من الاحتكاك، يمكن للمرء أن يحوط الخيار تمامًا عن طريق شراء وبيع الأصل الأساسي بالطريقة الصحيحة وبالتالي «التخلص من المخاطر». يعني أنه لا يوجد سوى سعر مناسب واحد للخيار.